# Großfahner

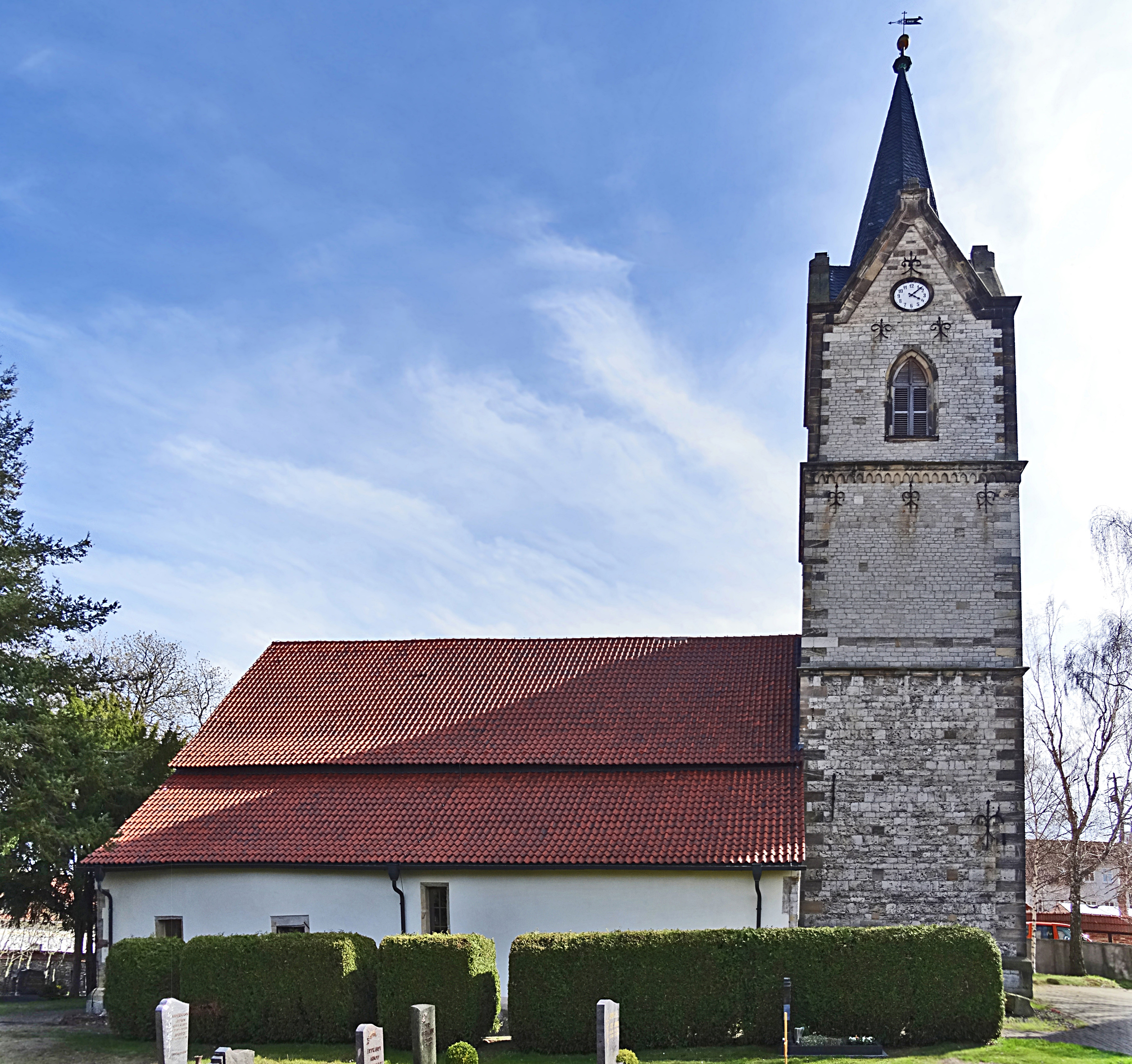
Kirche St. Peter und Paul

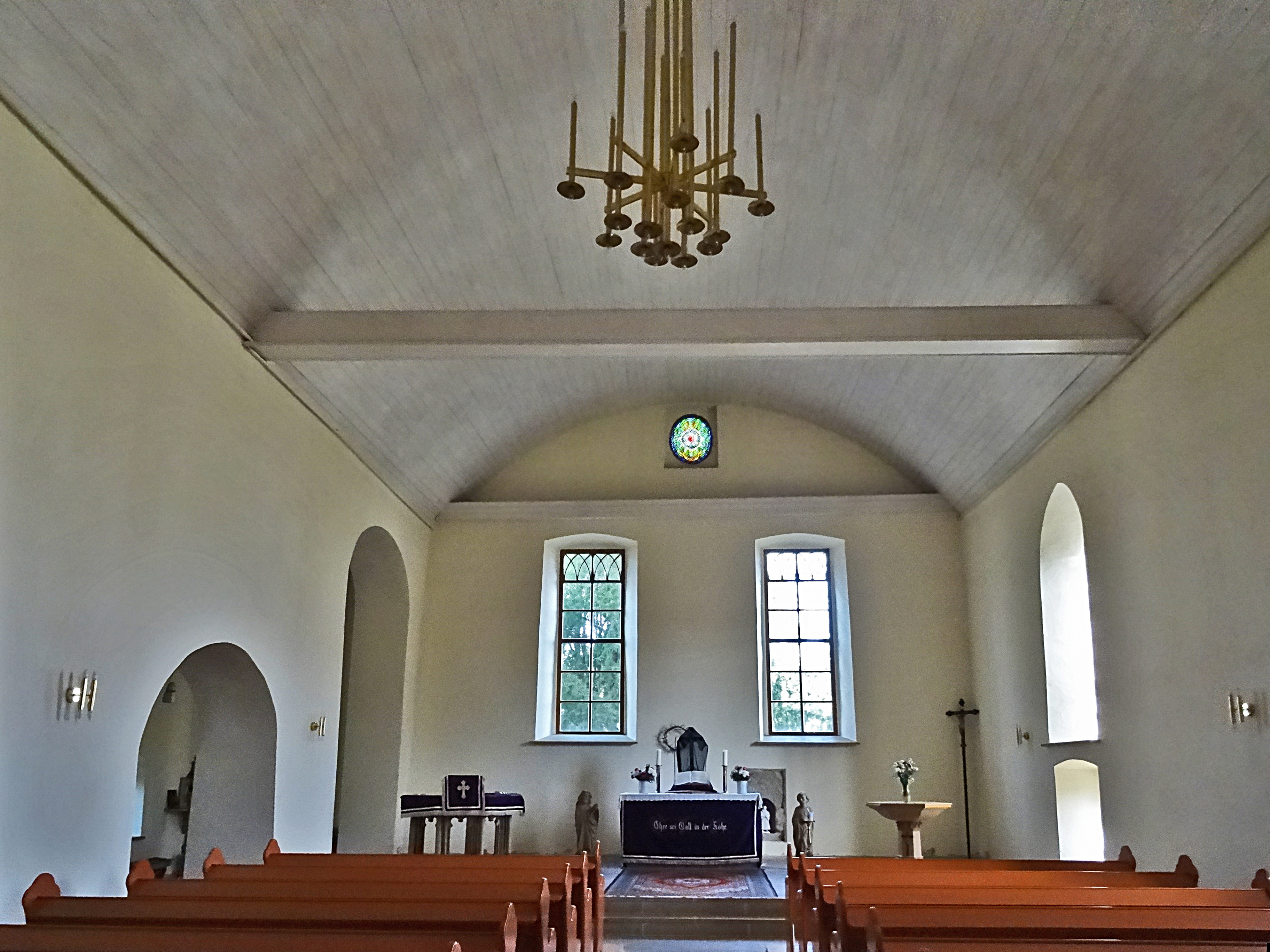
Innenansicht

Großfahner ist eine Gemeinde im thüringischen Landkreis Gotha. Sie gehört zur Verwaltungsgemeinschaft Fahner Höhe.

## Lage
Großfahner liegt an der Straße von Döllstädt (wo sich der nächste Bahnhof befindet) nach Molschleben und Gotha am östlichen Abhang der Fahner Höhe, die im Abtsberg am Ortsrand von Großfahner eine Höhe von 412 Metern erreicht. Es bestehen Busverbindungen nach Dachwig, Gotha und Erfurt.
Durch den Ort fließt der Jordan, ein Bach, der in der Fahner Höhe entspringt und einen Kilometer nordöstlich in den Speicher Dachwig mündet, einen knapp einen Quadratkilometer großen Stausee.

## Geschichte
In der Nähe des heutigen Ortes wurde bei einer Grabung ein Kultplatz aus der La-Tène-Zeit freigelegt und geborgen. In einer Grube des 3. bis 2. Jahrhunderts v. Chr. fand man menschliche Skelette sowie 125 Knochenreste von Wild- und Haustieren. Die Tierknochen stammen vom Pferd, Rind, Schaf, Ziege, Schwein, Hund, Rothirsch, Wildschwein und auch Wolf.
Zu Beginn des 9. Jahrhunderts wird Fahner in einem Verzeichnis der von Erzbischof Lullus († 786) von Mainz für das Kloster Hersfeld von Freien verliehenen Gütern erstmals urkundlich als Vaneri/Fanre erwähnt. In einer Schenkungsurkunde vom 18. Mai 874 wird Yaneri nebst anderen 116 Orten in Thüringen als dem Stift Fulda zehntpflichtig erwähnt. Erzbischof Liubert zu Mainz als auch der Abt Sigehard zu Fulda machten das Recht der Zehnterhebung für sich geltend. Den Streit darüber entschied König Ludwig der Deutsche (840–876) am Hofe zu Ingelheim zu Gunsten der Abtei Fulda.
Im 13. Jahrhundert wurde Großfahner Teil der Landgrafschaft Thüringen, nahe der Grenze zum Kurmainzisch-Erfurter Besitz. Im Ort residierten die Schatzmeister und Kämmerer der Thüringer Landgrafen, die Herren von Vanre/von Fahner, die im Ort seit dem 12. Jahrhundert urkundlich belegt sind und eine Wasserburg errichteten. Sie traten jedoch nicht so in Erscheinung und wurden daher auch keine Burgherren. 1257 werden die von Fahner Lehnsmänner der Grafen von Schwarzburg, deren Erbkämmerer sie 1370 wurden. Die Herrschaft über den Ort übernahm nach dem Aussterben der von Fahner 1412 die Familie von Seebach, die bis 1945 Herren über Großfahner blieben. Die Wasserburg in der Mitte des Ortes muss mit ihren vier Ecktürmen und breitem Burggraben einen wehrhaften Eindruck gemacht haben, brannte aber 1649 ab (andere Quelle: wurde im Dreißigjährigen Krieg zerstört). Alexander Thilo von Seebach ließ in der 2. Hälfte des 17. Jahrhunderts eine neue Schlossanlage errichten. Diese wurde zweiteilig gestaltet, um beiden Söhnen je einen Sitz überlassen zu können. Die beiden Teile, die jeweils einen eigenen Wirtschaftshof hatten, wurden nach der Bedachung „Schieferschloss“ und „Ziegelschloss“ genannt; um 1680 erfolgte der Bau der beiden Portale. Beide Schlösser verfügten über eine reiche Innenausstattung. Großfahner gelangte unterdessen als Teil der Herrschaft Fahner unter die Oberhoheit der ernestinischen Wettiner, übernahm mit diesen die Reformation und wurde im Zuge der Landesteilungen dem Herzogtum Sachsen-Gotha zugeschlagen. 
Die von Seebach stellten Anfang des 19. Jahrhunderts einen Gothaischen Staatsminister sowie mit Nikolaus Graf von Seebach einen Königlich-Sächsischen Intendanten der Dresdner Bühnen. Der Obstanbau, für den die Gegend an der Fahnerschen Höhe bis heute bekannt ("Fahnersche Kirschdörfer") ist, wurde 1791 von Friedrich-Wilhelm von Seebach (Naumburger Dompropst) und dem Ortspfarrer von Kleinfahner, Johann Volkmar Sickler, eingeführt: mit Kirschenstämmchen aus dem Rheinland. Der Obstanbau stellt von damals an bis heute einen wichtigen Erwerbszweig dar und macht die Gegend landschaftlich besonders reizvoll. Die als Familiengesellschaft zusammengefassten und von Thilo und seinem Sohn Alexander bewirtschafteten Güter waren bis 1945 der größte Arbeitgeber in Großfahner.
Großfahner wurde ohne größere Kampfhandlungen am 9. April 1945 von US-Truppen besetzt. Ende April waren bereits viele wertvolle Gegenstände (alte Jagdwaffen, Rüstungen, Kunstgegenstände) aus den Schlössern geraubt. Im Juli 1945 zog eine sowjetische Kommandantur in das Schloss ein, die von Seebach wurden enteignet, zogen nach Kleinfahner und wurden im Januar 1946 aus dem Landkreis Gotha ausgewiesen. Der Deportation auf die Insel Rügen entgingen sie nur, weil „die Kinder noch zu klein und die Großeltern zu alt waren“. 1947/48 wurden die Schlösser, die den Krieg unversehrt überstanden hatten, auf der Basis des Befehls 209 der SMAD dem Abbruch freigegeben: "Die Zwingburgen müssen fallen". Auf dem Gutsgelände wurden Neubauerngehöfte gebaut. Anfang der 1950er Jahre mussten alle Bauern in die LPG, es entstanden "Fahner Obst" und "LPG T(ier)".
Nach der politischen Wende und Wiedervereinigung übernahmen Nachfolge-Organisationen die Agrar-Flächen, Obstanbau und Viehbestand wurden reduziert. Vermögensrechtliche Ansprüche der Familie von Seebach wurden nach BRD-Recht abgewiesen. Das Ortsbild hat man wieder ansehnlich gestaltet. Viele Wohnhäuser weisen die traditionelle Fachwerk-Lehm-Bauweise auf, immer mehr Häuser allerdings haben hinter Dämmplatten ihre charakteristische Fassade verloren. 1997 konnte die Peter-und-Paul-Kirche nach 6-jähriger Sanierungszeit wieder geweiht werden.

### Einwohnerentwicklung
Entwicklung der Einwohnerzahl (31. Dezember):
| - 1994 – 877 - 1995 – 874 - 1996 – 891 - 1997 – 902 - 1998 – 891 - 1999 – 904 | - 2000 – 906 - 2001 – 920 - 2002 – 914 - 2003 – 911 - 2004 – 891 - 2005 – 899 | - 2006 – 888 - 2007 – 879 - 2008 – 861 - 2009 – 862 - 2010 – 850 - 2011 – 833 | - 2012 – 809 - 2013 – 827 - 2014 – 834 - 2015 – 821 - 2016 – 810 - 2017 – 825 | - 2018 – 811 - 2019 – 825 - 2020 – 815 - 2021 – 826 - 2022 – 822 |

Datenquelle: Thüringer Landesamt für Statistik

## Wirtschaft
Großfahner ist sehr ländlich geprägt. Neben einem größeren Agrarbetrieb und verschiedenen Obstbauern sind weitere Arbeitgeber unter anderem Medizintechnik, ein Pulver- und Farbbeschichtungsbetrieb sowie ein Metzger.

## Sehenswürdigkeiten
- Kirche St. Peter und Paul: Vorgängerin des heutigen Gotteshauses war eine romanische Saalkirche, die erstmals 1169 erwähnt wurde. 1645, im Dreißigjährigen Krieg, brannte sie ab. 1651–1653 wurde sie neu erbaut, der Kirchturm 1661/62. Umbauten erfolgten 1713 am Kirchenschiff und 1874 am Kirchturm. 1980 musste die Kirche wegen Einsturzgefahr gesperrt werden. Eine grundhafte Restaurierung erfolgte unter tatkräftiger Beteiligung der Bevölkerung ab 1991, 1997 konnte die Kirche wieder eingeweiht werden.
- Friedhof neben der Kirche: Ein Gedenkstein erinnert an die früher hier befindlichen Gräber der Familie von Seebach. Alte Grabplatten der Familie sind heute an der Kirchmauer angelehnt.
- Der Name Schloss-Gasthof erinnert bis heute an den 1948 beseitigten alten Herrensitz derer von Seebach. Der Kindergarten wurde auf dem Gelände der ehemaligen Gutsgärtnerei Tews errichtet. Eine alte Steintreppe mit Brunnen erinnert noch daran. Hinter der ehemaligen Schloss-Apotheke wurde eine der zwei ehemals vorhandenen Brücken zur Schlossanlage teilweise restauriert.
- Es gibt im Dorf noch eine Reihe sehenswerter Fachwerkhäuser.
- Reste der alten Dorfmauer sind noch auf dem Hög, nördlich des Friedhofs und im Kindergarten zu finden.

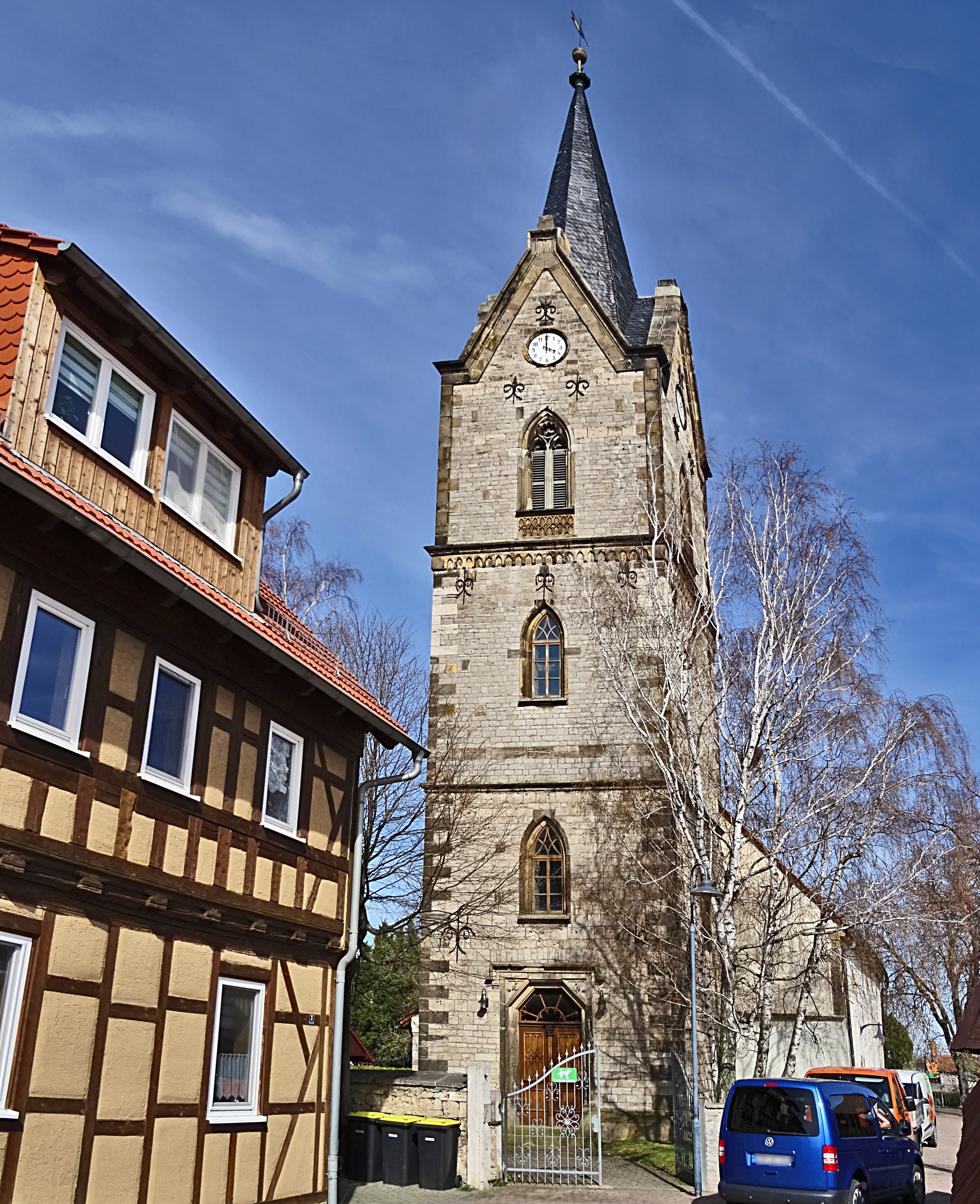
Kirche
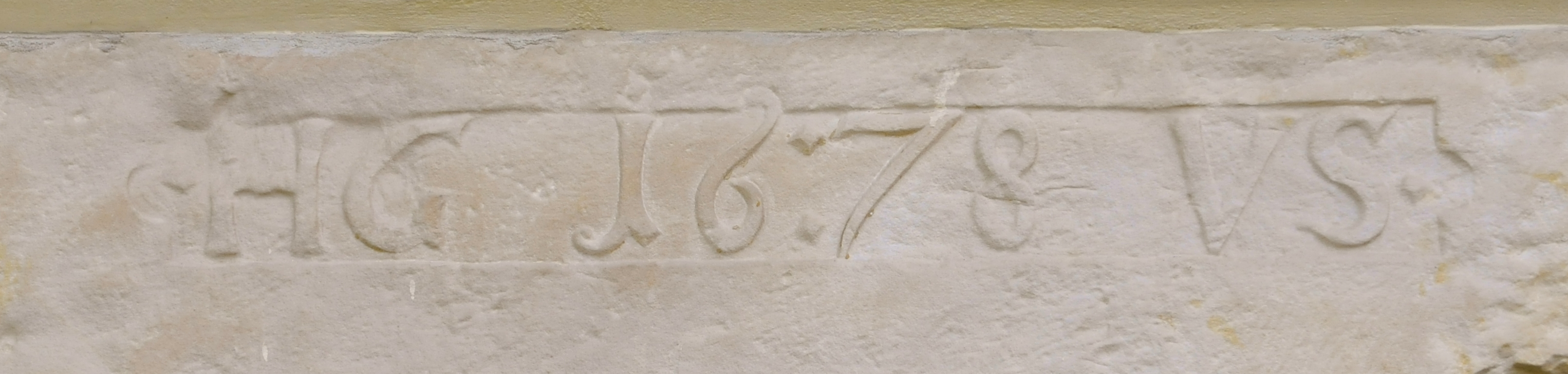
Jahreszahl 1678 an einem Fenstersturz der Kirche
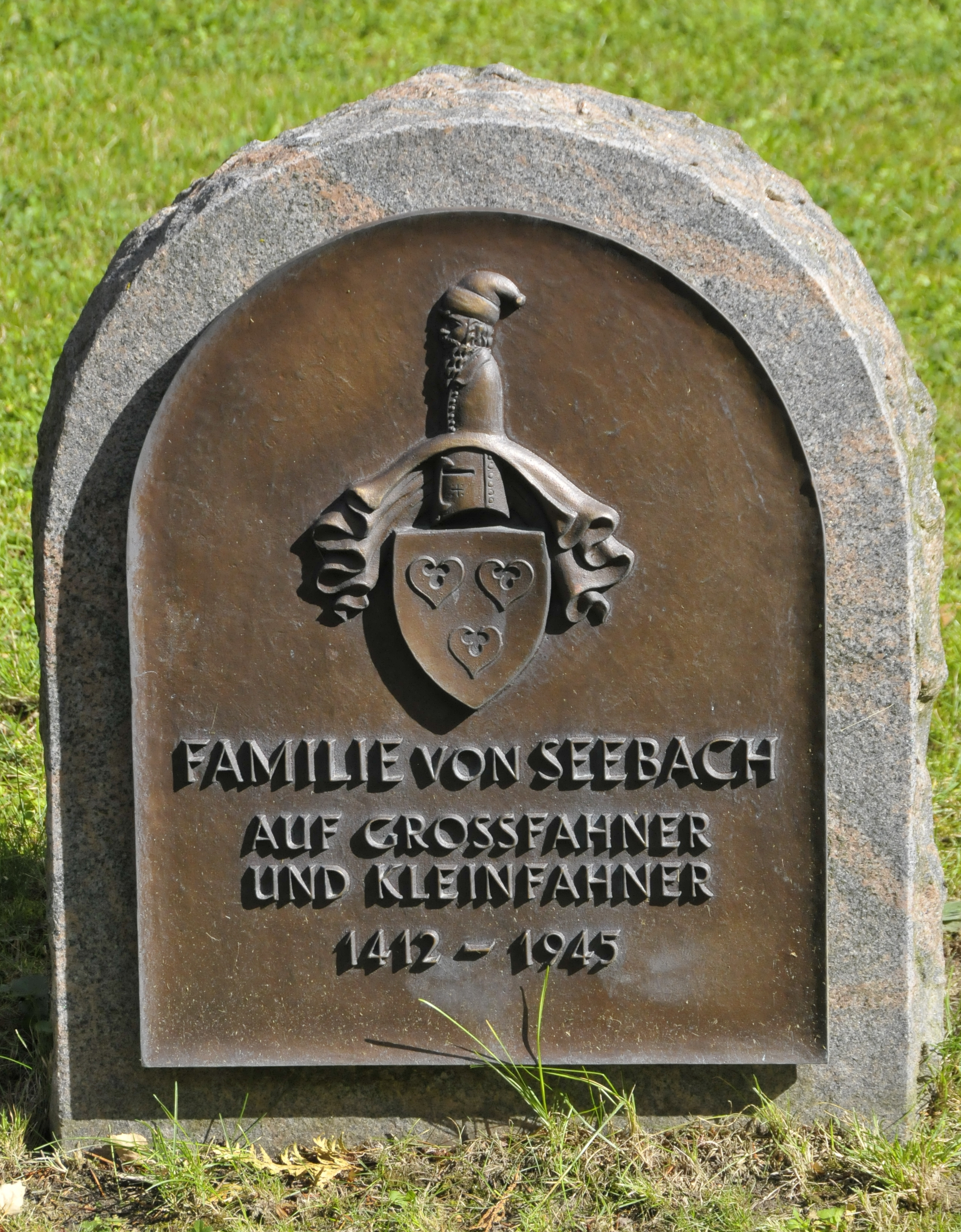
Gedenkstein für die Familie von Seebach
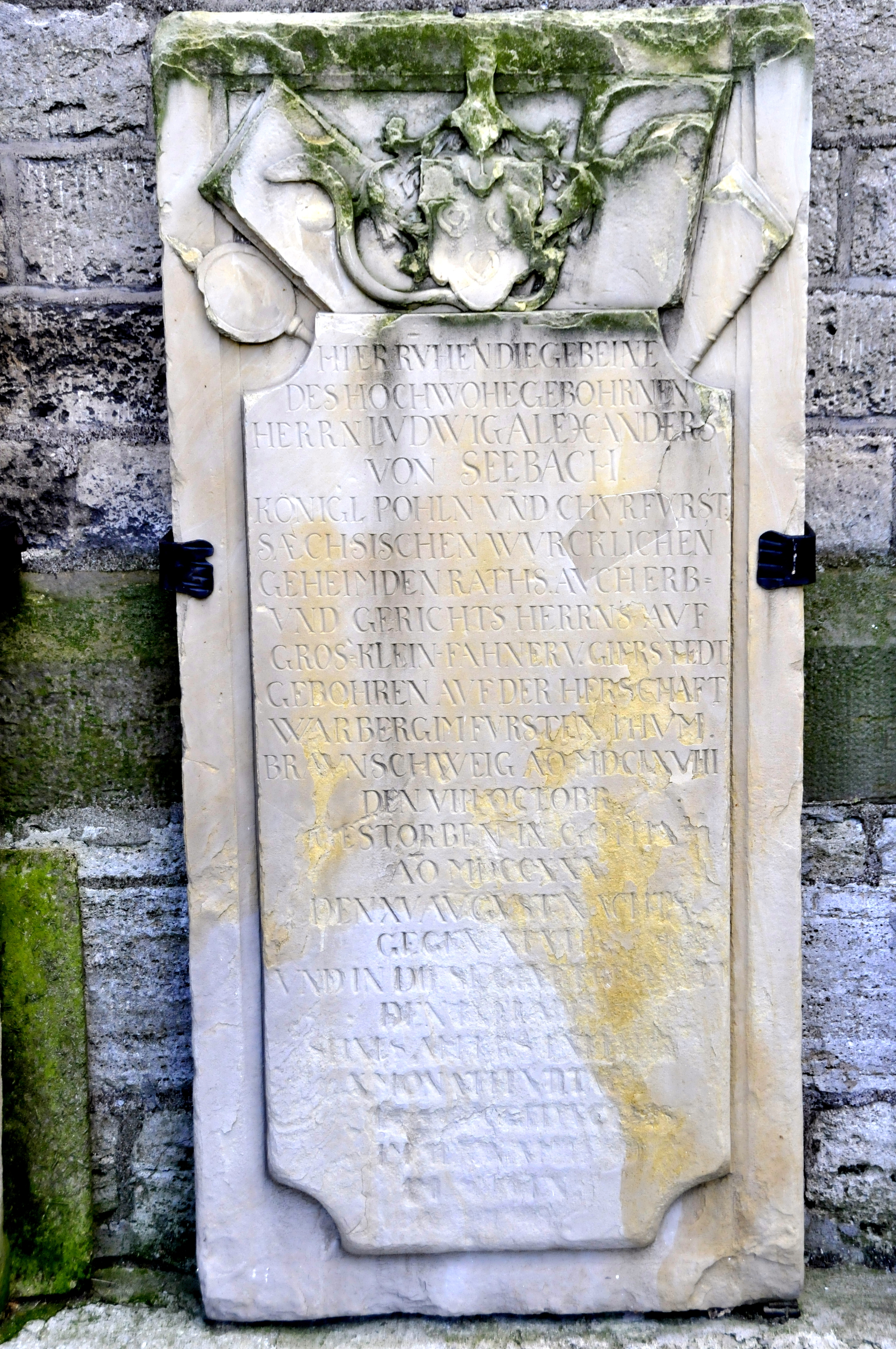
Grabplatte des Ludwig Alexander von Seebach
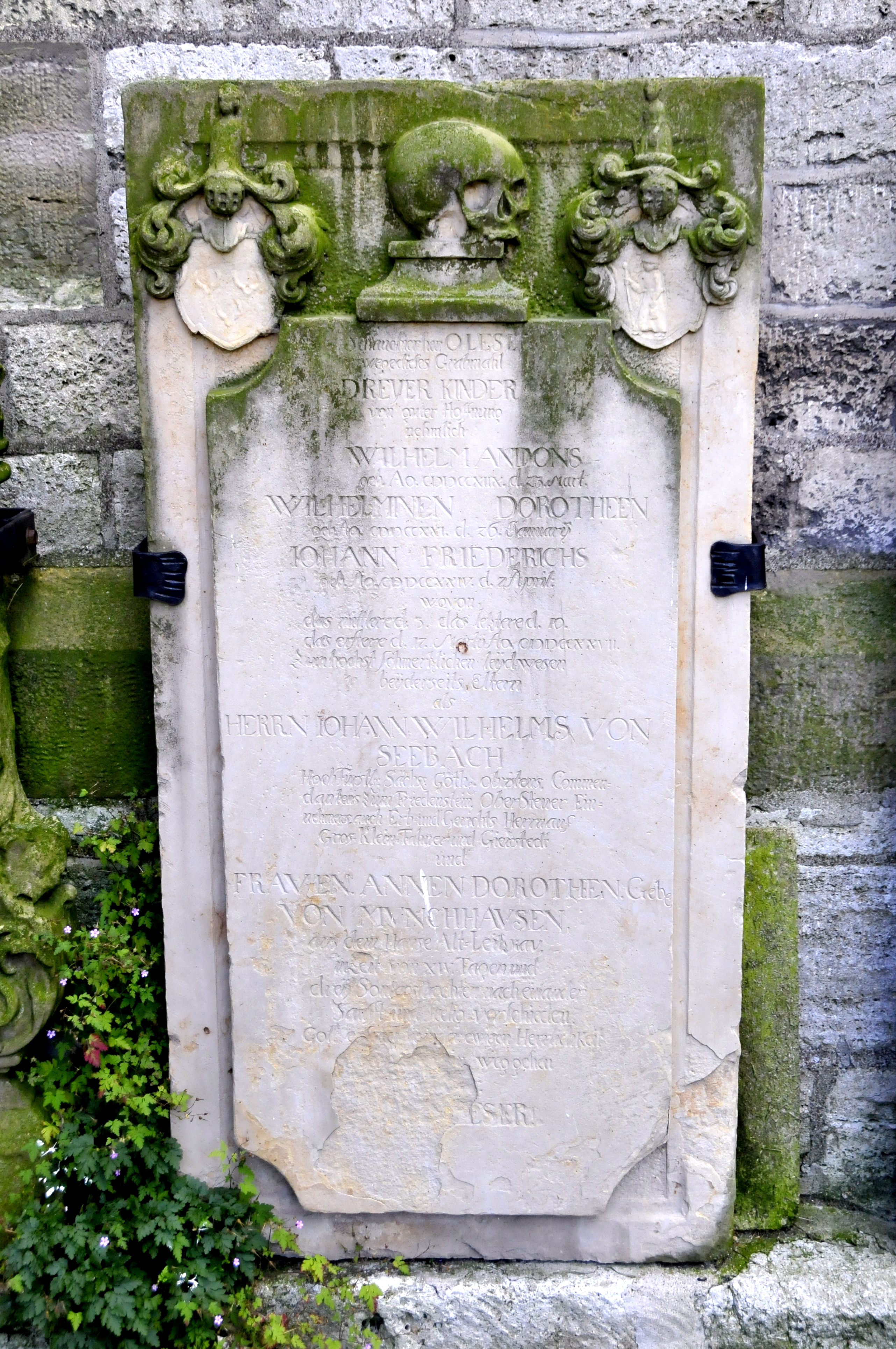
Eine weitere Grabplatte der Familie von Seebach
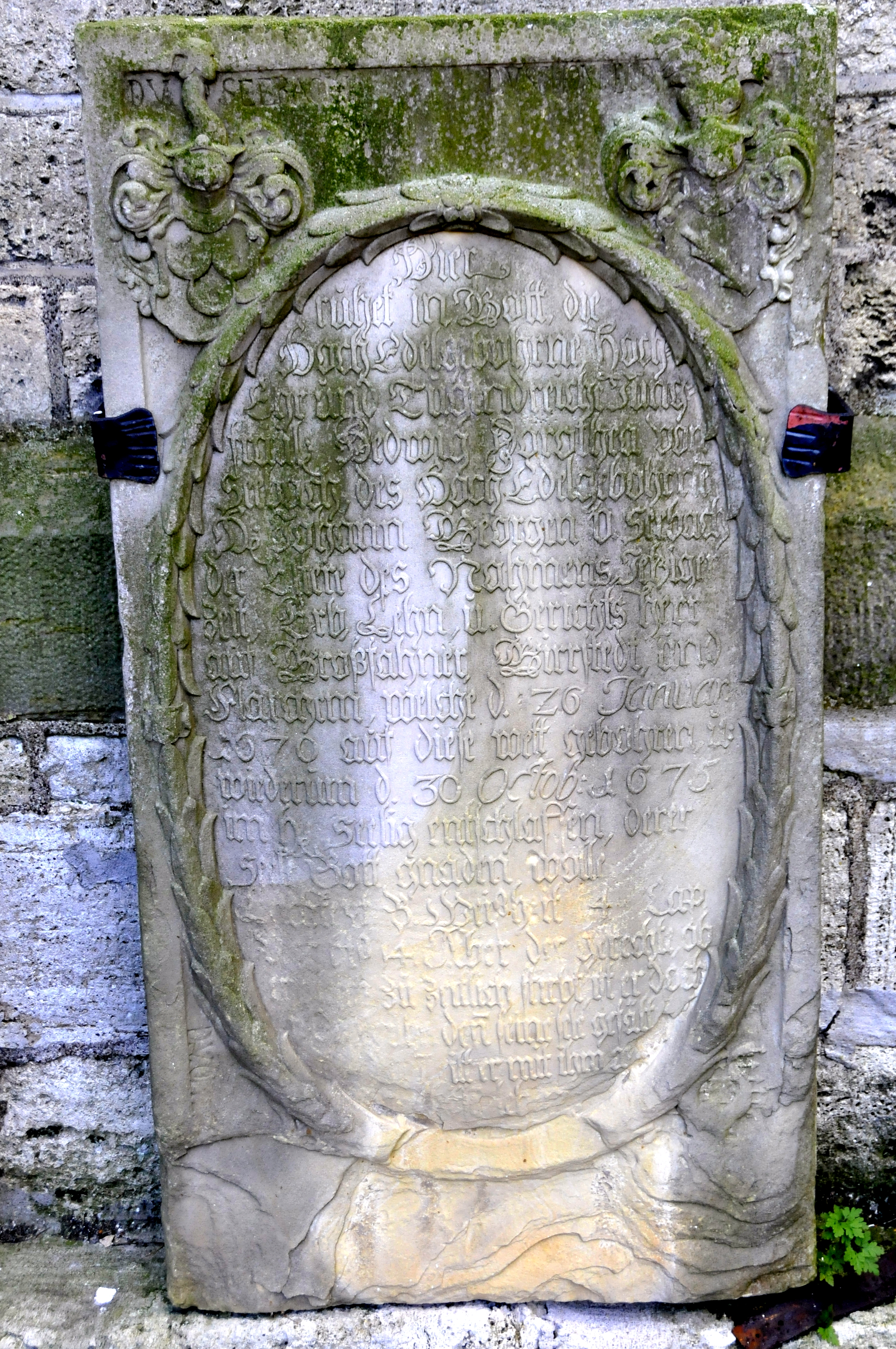
Eine dritte Grabplatte eines von-Seebach-Familienmitglieds

## Bildung
In Großfahner besteht eine staatliche Grundschule.

## Vereine
Wichtigste Vereine des Ortes sind der TSV Großfahner e. V. (Neugründung 2007), die Freiwillige Feuerwehr, der Verein für Heimatgeschichte und ein Kleingartenverein.
Des Weiteren gibt es den Fahnerschen Faschingsverein '78 e. V. sowie die Kirmesgesellschaft Großfahner e. V. als Karnevalsvereine.

## Kulturelle Bedeutung
1968 wurden bei Reparaturarbeiten am Dach der Kirche zahlreiche Notenhandschriften aus den Jahren zwischen 1681 und 1727 entdeckt, die belegen, dass während der Barockzeit eine rege Musikpflege in dem Dorf stattfand. Großfahner muss über einen leistungsfähigen Adjuvantenchor verfügt haben, der in den Gottesdiensten anspruchsvolle Kantaten von Komponisten wie Johann Michael Bach, Johann Pachelbel, Philipp Heinrich Erlebach oder Georg Philipp Telemann aufführte. Die teils stark beschädigten Notenhandschriften wurden nach ihrer Entdeckung aufwändig restauriert und liegen heute im Thüringischen Landesmusikarchiv in der Hochschule für Musik "Franz Liszt" in Weimar.